# Державний переворот у Габоні (1964)
Держа́вний переворо́т у Габо́ні — невдала спроба військового путчу, здійснена частиною габонських збройних сил та поліції 18—19 лютого 1964 року з метою повалення влади тодішнього президента Леона Габрієля Мба. Переворот вибухнув після рішення глави держави про розпуск парламенту 21 січня, що викликало невдоволення серед опозиції та частини армії.
Зранку 18 лютого група зі 150 військовиків та жандармів під орудою 4 молодших лейтенантів заарештувала Мба й урядовців, та взяла під контроль ключові держустанови та військові об'єкти Лібревіля. На столичному радіо учасники путчу закликали мешканців зберігати спокій та запевнили, що про-французька політика країни залишиться незмінною. Громадяни відреагували на збройний переворот спокійно, жодних заворушень і виступів не спричинилось, що повстанці розтлумачили як знак схвалення їхніх дій. Було утворено тимчасовий уряд, посаду голови якого запропонували колишньому міністру закордонних справ та політичному опоненту скинутого президента Жану-Ілеру Обаму. Невідомо, чи був сам Обам обізнаний у плануванні змови, але довести на подальшому суді його причетність до заколоту так і не змогли. Відстороненого президента «революціонери» відправили вглиб країни, до невеликого містечка Ламбарене, що за 250 км від столиці.
Бунт лейтенантів викликав негативну реакцію в колишній метрополії, президент Шарль де Голль ухвалив рішення негайно «нормалізувати» ситуацію та відновити владу лояльного президента. Упродовж швидкої військової операції Франція перекинула в колишню колонію військові підрозділи, дислоковані в інших африканських країнах, і в ніч на 19 лютого доволі легко придушила незначний опір армійців. Більшість членів тимчасового уряду потрапила під арешт. Для обґрунтування своїх дій французьке керівництво покликалось на міждержавну угоду 1960 року про дружбу та взаємодопомогу.
Повернувши президентське крісло, Мба ув'язнив більше 150 своїх супротивників й пообіцяв, що його вороги не будуть «ані помилувані, ані прощені», оскільки заслуговують тільки на «повне покарання». Обама, лідера революціонерів, засудили до 10 років каторжних робіт і 10 років заслання, у 1972 його помилували. Після згаданих подій старіючий, часто хворий президент поступово відійшов від колишньої всеосяжної влади, хоч і залишався на посаді. Останні роки свого правління він провів у власному президентському палаці під надійною охороною французьких військ аж до своєї смерті 28 листопада 1967 року.

## Передумови і витоки

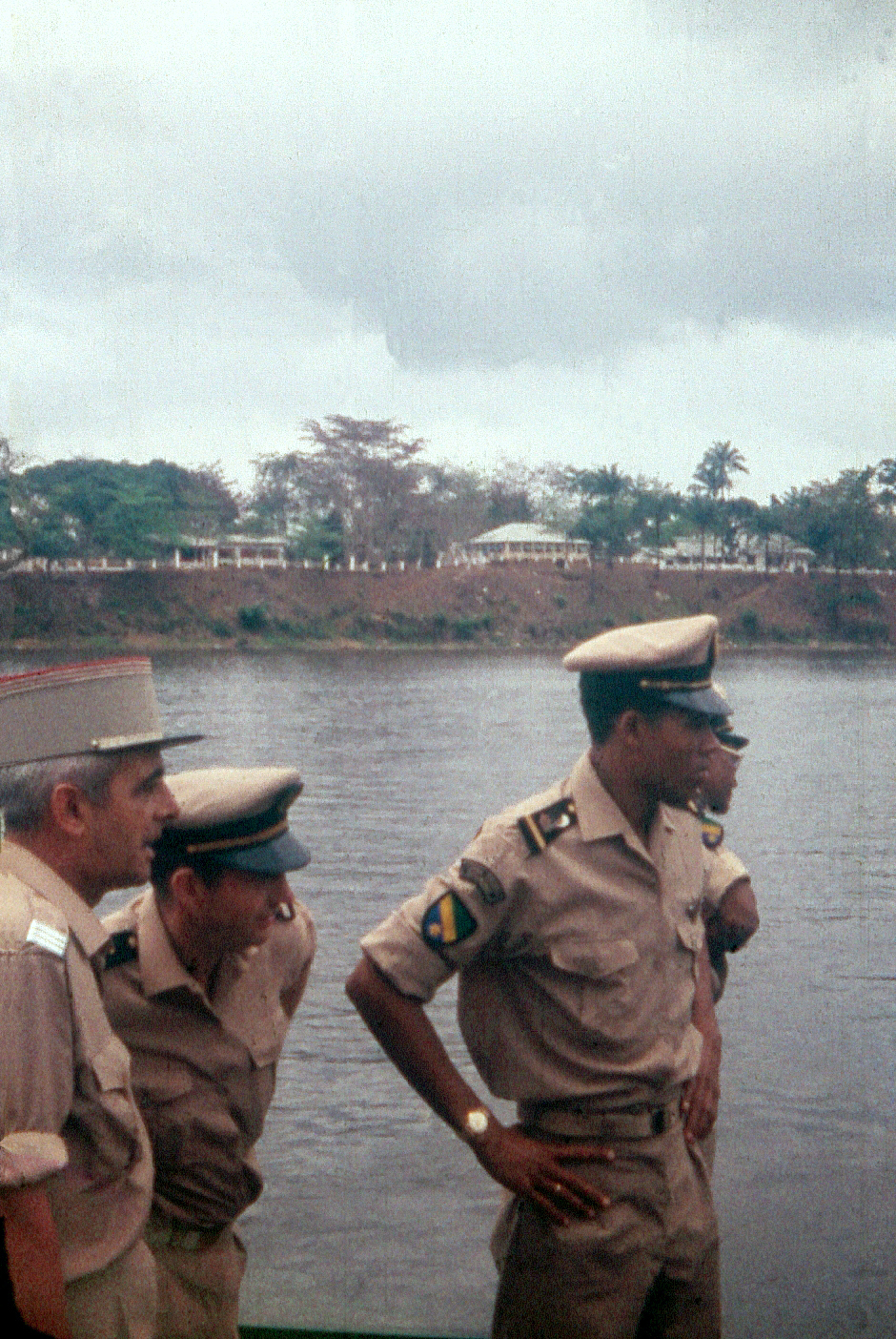
Габонські і французькі військові офіцери, 1959.

Більшу частину новітнього часу Габон перебував у колоніальній залежності від Франції. Після здобуття самостійності 17 серпня 1960 року країна продовжила підтримувати тісні взаємини з колишньою метрополією. Державу очолив Леон Габрієль Мба, в минулому прем'єр-міністр габонського уряду колоніального періоду, який пройшов блискучий кар'єрний шлях від митного агента до одного із «кращих африканських друзів» Єлисейського палацу. Першим важливим кроком на шляху до влади стала впевнена перемога його партії на парламентських виборах 19 червня 1960 року.
Вагому роль зіграла угода зі старим суперником часів колоніалізму — Жан-Ілер Обамом. Останньому запропонували виступити на виборах єдиним списком. Обам погодився, наслідком чого стало утворення Національної спілки — першої в історії Габону електоральної коаліції провідних політичних сил. Втім, даний союз виявився далеко не рівноправним об'єднанням. Більшу частину виборчих списків Національної спілки склали прихильники Мба, а його самого висунули єдиним кандидатом у президенти. Вибори 12 лютого 1961 року принесли очікувану перемогу: Мба став главою держави, а Обам посів посаду міністра закордонних справ.
В перші роки свого правління президент користувався значною популярністю серед населення, насамперед, завдяки відносно високому рівню життя. Габон вважався однією із найстабільніших держав у Західній Африці як в політичному, так і в економічному сенсі. Країна входила до списку небагатьох держав континенту з позитивним сальдо торговельного балансу, експорт перевищував імпорт на 30 відсотків. Середньорічний дохід на душу населення складав близько 200 доларів США. Такі економічні успіхи були зумовлені природними багатствами Габону, який залишався значним виробником урану і марганцю, а також володів великими запасами залізної руди (1 млрд тонн) і лісу. З моменту виявлення багатих родовищ нафти у 1962 році, Габон швидко став постачальником і «чорного золота».
Навіть після отримання Габоном незалежності Франція, як зазначало американське видання «Тайм», будь-яким чином прагнула зберегти сферу свого впливу, не гребуючи втручанням у внутрішні справи країни. Мба зберіг відданість колишній метрополії і дотримувався про-французької політики. Франція, натомість, взяла на себе фінансування й обслуговування частини габонських збройних сил: 600 парашутистів і підрозділу ВПС, що згодом поповнився реактивними винищувачами Dassault Mirage 5 і Jaguar, розташовані на військовій базі Ле-Камп-де-Голль (на околиці Лібревіля, недалеко від міжнародного аеропорту). Військова співпраця між країнами тривала аж до 1987 року, що дозволяло габонським лідерам попереджувати будь-які антиурядові виступи і заколоти всередині Габону. Мба чудово прокоментував таку державну позицію під час візиту до Франції у 1961 році, промовивши знамениту фразу: «Всі габонці, — стверджував він, — мають дві батьківщини: Францію і Габон». При його режимі європейці користувалися особливо дружньою прихильністю. Французький журналіст П'єр Пеан стверджував, що Мба своєю політикою таємно намагається запобігти справжній незалежності; замість цього він активно лобіював серед громадян ідею про надання Габону статусу заморської території. На думку журналіста, «це крайній випадок неоколоніалізму, що межує з карикатурою».
21 лютого 1961 року Національна асамблея одноголосно ухвалила прийняття нової конституції, що фактично запроваджувала суперпрезидентську форму правління. Основний закон зосередив у руках Леона Мба всю повноту виконавчої влади: він міг самостійно призначати міністрів, компетенцію яких визначав сам, власноруч розпускати Національну асамблею або продовжувати термін її каденції у разі спливу п'ятирічного строку. Нова конституція наділила президента правом оголошувати надзвичайний стан у випадку необхідності, хоча для цієї дії йому все ж таки вимагалось провести консультації з народом шляхом референдуму. У доповіді французької секретної служби політична ситуація оцінювалась наступним чином:

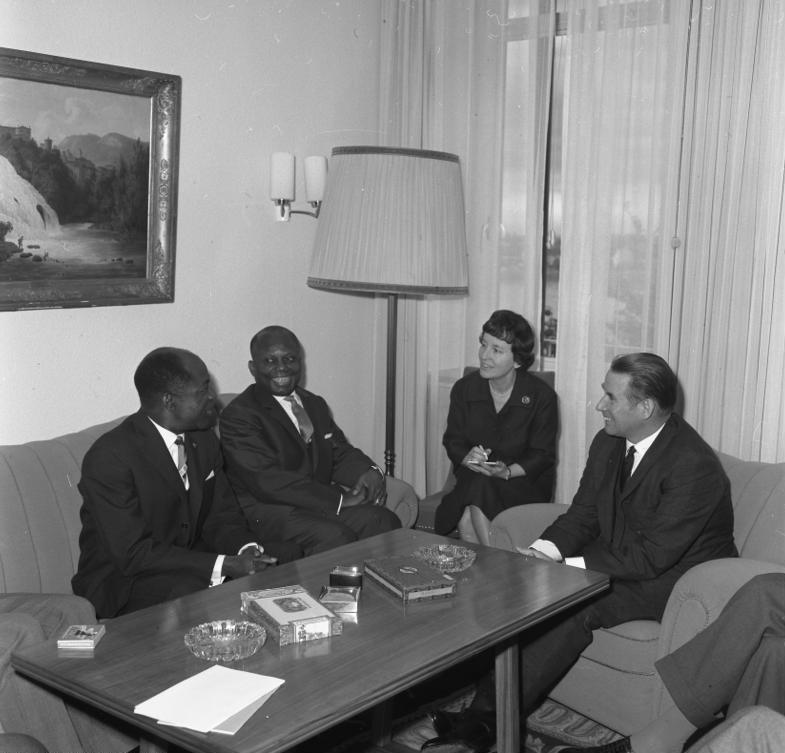
Жан-Ілер Обам на зустрічі з Герхардом Шредером. До перевороту головний опозиціонер служив міністром закордонних справ Габону

Період 1961—1963 років став свідком поступового посилення особистої влади Мба. З одного боку, президент декларував прагнення перетворити Габон на демократичну державу, що, на його думку, було необхідною умовою для залучення іноземних інвесторів. З іншого, він надіявся примирити імперативи народовладдя із необхідністю сильного і послідовного уряду. Однак, на практиці він демонстрував слабкість на шляху для досягнення проголошеної ним мети — в Габоні він став відомим як «старик» або «бос» — адже дбав більше про власну владу і авторитет. Навколо постаті першого президента поступово почав формуватися культ особи, портрети глави держави заполонили урядові установи.
Подібна політика не викликала схвалення всіх сил. Колишній союзник Жан-Ілер Обам перейшов в опозицію, знайшовши активну підтримку з боку римо-католицьких місій і французької адміністрації. Очолювана ним партія «l'Union démocratique et sociale gabonaise» (UDSG), представлена власною фракцією у Національній асамблеї, мала низку фундаментальних ідеологічних розбіжностей з керованим Мба «Блоком Демократичного Габону» (BDG). Опозиціонери пропагували зменшення економічної залежності від Франції і домагалися швидшої «африканізації» політичних місць, займаних французами. Окрім того, Обам виступав за перетворення Габону на парламентську республіку. Прийняття Конституції тільки загострило суперечності між ними. Посилились політичні хвилювання серед населення, які ознаменувалися хвилею масових студентських протестів проти частих розпусків Національної асамблеї. В бік державного керівництва все частіше стали висловлюватись критичні зауваження щодо незадовільної ситуації в країні.
Протягом 1963 року Мба робив все для зміцнення своїх позицій. Щоб усунути Обама із парламенту, 25 лютого 1963 року габонський президент призначив його головою Верховного суду, посаду, на якій він залишався б безсильним. При цьому, за Обамом формально залишалось і депутатське місце. Аби усунути дану обставину, прихильники Мба спробували прийняти законопроєкт, яким би запроваджувалася несумісність мандату парламентаря з іншими державними посадами. Згодом президент, керуючись даною нормою, оголосив, що Обам втратив своє місце у Національній асамблеї через неможливість суміщення обох посад. У відповідь опозиціонер несподівано вийшов зі складу Верховного суду 10 січня 1964. Це тільки ускладнило ситуацію і Мба у нападі гніву 21 січня того ж року розпустив парламент. Нью-Йорк Таймс назвала причиною незгоду депутатів відсторонити президентського опонента.
Умови нових парламентських виборів зазнали змін: кількість виборчих округів зменшилась з 67 до 47. За новими правилами заборонялось балотуватись тим особам, які вже були депутатами в розпущеному парламенті чи керівниками головних державних установ протягом попередніх 6 місяців. Таким чином, Мба позбавився головних опозиціонерів, зокрема і Обама. За новими процедурами кожна партія повинна була подати список кандидатів зі 47 осіб, кожен з яких був зобов'язаний заплатити 160 доларів США. Таким чином, передані претендентами 7 520 доларів США без урахування витрат йшли на проведення волевиявлення. Завдяки такому фінансовому обмеженню Мба сподівався, що єдиною партією, яка зможе внести зазначені кошти й узяти участь у парламентських перегонах, стане саме його Блок. У відповідь опозиція відмовилась брати участь у виборах, вважаючи їх несправедливим. Авторитарні тенденції режиму поступово почали викликати все більше роздратування, яке врешті-решт призвело до державного перевороту.

## Планування

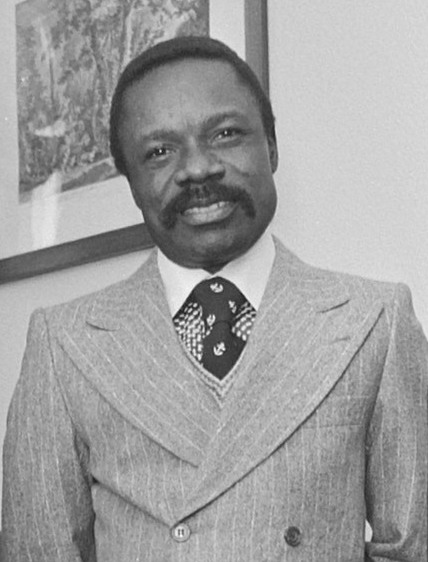
Омар Бонго в 1973

Взагалі, про планування путчу відомо вкрай мало. Розпуск президентом Національної асамблеї не призвів до жодних антиурядових протестів, тому змову можна класифікувати як приклад «палацового перевороту». Дослідники розглядають різні причини участі військових. Так, у щорічному виданні «Adelphi Papers», яка видається Міжнародним інститутом стратегічних досліджень, припускається, що армійці були незадоволені присутністю французьких солдат на офіцерських посадах. Іншою причиною називають неналежне фінансування і низька заробітна плата вояків. Як і в цілому по країні, звичайні солдати також були невдоволені діями президента щодо Жан-Ілер Обама, що стало однією із ймовірних причин їх участі у державному перевороті.
Посол США в Габоні Чарльз Ф. Дарлінгтон схилявся до думки, що заколотники спробували «наслідувати» стиль бенінського полковника Крістофа Согло. Останній, керуючи невеликим армійським підрозділом із 800 солдат, зумів у жовтні 1963 року скинути дагомейського президента Юбера Мага, на місяць очолив країну, а потім пішов у відставку на користь нового цивільного уряду. Схоже на те, що габонські армійці навіть не припускали можливості французького втручання, тому не вжили жодних додаткових заходів для його запобігання. Організатори перевороту навіть не зімітували антиурядові протести, щоб певним чином продемонструвати громадську підтримку своїх дій. В майбутньому прес-секретар революціонерів суб-лейтенант Деніел Мбені (фр. Daniel Mbene) заявив, що армія намагалась уникнути черги «неконтрольованих демонстрацій, які було б важко зупинити».
Видається малоймовірним, що Обам брав участь у плануванні перевороту. Найімовірніше, політик приєднався до змови вже після формування революціонерами нового уряду. Можливо, про змову знав його племінник, у минулому посол Габону у Великій Британії, який міг попередити свого дядька. Залишається невідомими, чи встановив він контакти з повстанцями. Лейтенант Валері Ессон, якому відводилася важлива роль у здійсненні збройного виступу, погодився на участь тільки 17 лютого. Дане рішення стало вирішальним, оскільки саме він очолював першу роту габонської армії. Лейтенант наказав своїм військам виконувати нічні маневри. Того ж вечора голова президентської адміністрації Альберт Бернард Бонго попередив Мба про незвичайно високу концентрацію солдат поблизу Лібревіля. Тим не менш, ця інформація не зацікавила президента.

## Хід перевороту

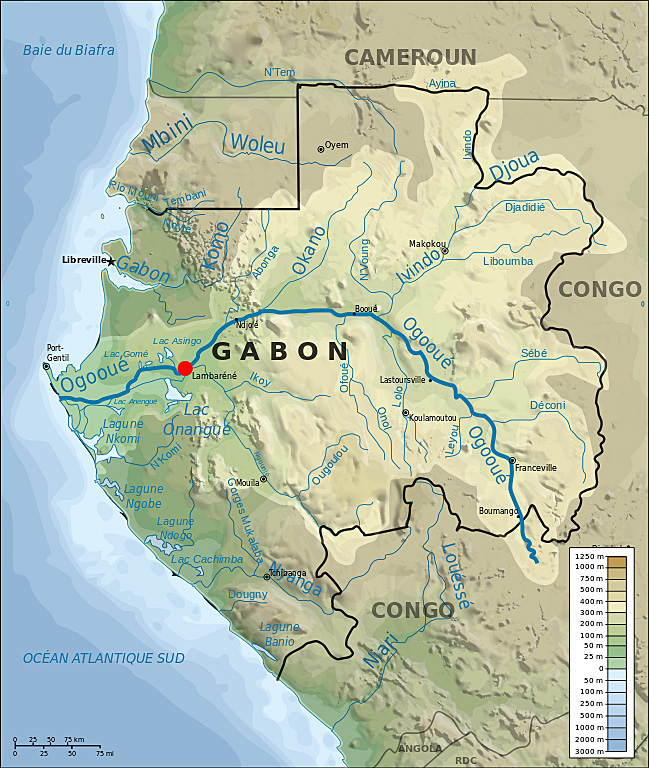
Розташування Ламбарене

Близько п'ятої години ранку 18 лютого 1964 року 150 габонських військових, жандармів та поліцейських на чолі з лейтенантами Жаком Момбо (фр. Jacques Mombo) й Валері Ессоном (фр. Valère Essone) оточили президентський палац, обеззброїли варту і захопили резиденцію. Свої дії заколотники прикривали тим, що начебто проводять військові навчання. Втім, під час таких «тренувань» армійці під дулом пістолета витягли Леона Мба зі свого ліжка і заарештували, оголосивши, що час його правління підійшов до кінця. Голова президентської адміністрації Омар Бонго, почувши дивний шум, зателефонував спікеру Національної асамблеї Луї Бігману, аби дізнатися, що відбувається. Бігман швидко прибув у президентський палац, але в цей момент революціонери відкрили ворота і захопили урядовця. Після цього армійці заарештували 2 французьких офіцерів, а також всіх членів кабінету міністрів, за винятком шанованого дипломата Андре Густава Ангілья. Мабуть, повстанці залишили йому свободу в сподіванні, що він приєднається до них; цього так і не сталось. Джозефу Нгуа, міністру закордонних справ Габону, вдалось повідомити про переворот посольство Франції перш, ніж його також заарештували. Влада перейшла до рук «революційного комітету» на чолі з Жаком Момбо.
Першим чином повстанці оволоділи стратегічними установами й вузлами зв'язку в столиці і прилеглими до міста військовими об'єктами. На ранок у руках повсталих перебували аеропорт, поштове відділення і станція «Radio Libreville». З останньої вони проінформували населення про повалення старого режиму, і попрохали «технічної допомоги». Заколотники, виходячи в ефір кожні півгодини, запевняли у своїх заявах, що «громадські свободи будуть відновлені, а всі політв'язні — звільнені». Нове габонське керівництво попросило французів не втручатися у внутрішні справи держави, зазначивши, що протилежні дії будуть розцінені як порушення суверенітету. Революційний комітет також запевнив французького посла Пола Куссерана у тому, що майно іноземців буде захищене від будь-яких посягань. Повстанці змусили колишнього президента зачитати радіозвернення і публічно «покаятись» за провини свого правління: «Прийшов день розплати. Беззаконня перейшло всі межі. Народ терплячий, але і його терпінню є межа… І ця межа настала», — заявив усунений президент.
Зміна влади пройшла без кровопролиття. Жодних заворушень чи маніфестацій на підтримку скинутого президента так і не трапилися, що, на думку військових, слугувало про схвалення їхніх дій. У той же день члени революційного комітету передали владу тимчасовому уряду, сформованому з членів партій UDSG і BDG, зокрема редактор видання «Réalités Gabonaises» Філіп Ндонг, керівник першої приватної медичної установи у Габоні доктор Елой Раханді Чамбер, відомий актор Філіп Морі, і державний службовець Пол Гонджу, який погодився «врятувати Габон від хаосу». Ті урядовці, які служили при президенті Леоні Мба, до перехідного кабінету не потрапили. Нове керівництво заявило, що про-французька зовнішня політика країни залишиться незмінною і що Мба контролюватиме уряд до тих пір, поки президентство не буде передано Обаму. Також організатори перевороту закликали простих громадян зберігати спокій і нікому не завдавати шкоди.
Обам, який розглядався організаторами перевороту як новий президент, практично нічого не знав про хід подій, поки йому рано вранці не зателефонував посол Франції в Габоні Пол Куссеран, розбуджений натовпом на вулицях. Обам відповів послу, що з'ясує, чому в країні «немає уряду» (дипломат прямо не згадав про переворот). Однак, невдовзі до його будинку під'їхала машина з членами революційного комітету, які відвезли опозиціонера до урядової резиденції й одразу ж призначили новим президентом. Другий лейтенант Ндо Еду видав наказ доправити Габрієля Мба до міста Нджоле, мешканці якого підтримували Обама. Втім, через сильний дощ відсторонений від влади резидент і ті, хто взяв його у полон, знайшли тимчасовий притулок у невідомому селі. Наступного ранку колишнього главу держави революціонери перевезли до міста Ламбарене, а за кілька годин він знову повернувся до Лібревіля.

### Французьке вторгнення

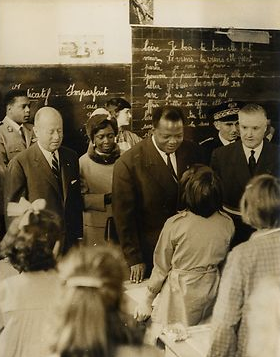
Жак Фоккарт (зліва) і Кутуку Юбер Мага (по центру).

Детальну інформацію про переворот французька влада отримала від глави адміністрації поваленого президента Омара Бонго, оскільки той перебував у самому вирі подій. Реакція Шарля де Голля не забарилася. Президент вкрай негативно сприйняв повалення свого союзника в Габоні і за порадою головного радника з африканської політики Жака Фоккарта ухвалив рішення відновити статус-кво. Цього вимагав і договір 1960 року, укладений між обома країнами. За іронією долі, документ, що легітимізував французьке вторгнення, підписав Жан-Ілер Обам, тодішній міністр закордонних справ, а тепер голова тимчасового уряду. Фоккарт вимагав від французької влади активних дій проти заколотників, маючи при цьому і власні інтереси: французьку нафтову групу «Elf», яка діяла в Габоні, очолював його близький друг. Не менш дружні взаємини Фоккарт підтримував із самим Мба. Останній міг особисто зателефонувати Фоккарту, і французький радник зустрівся з ним «в одну мить».
Французька влада пояснила свої дії тим, що невтручанням вони тільки би звабили військові угруповання в інших африканських країнах на подібні насильницькі зміни влади, які не були рідкістю для «чорного континенту». Метрополія вже утрималася від втручання у недавні державні перевороти у французькому Конго, Дагомеї й Того, хоча й критикувала їх. Однак, військовий переворот в Габоні відрізнявся тим, що, за твердженням французької влади, йому не вистачало широкої підтримки громадськості. Щоправда, і в попередніх прикладах, громадськість країн теж не виявляла особливої підтримки «революціонерам», які антиконституційно приходили до влади. У 1995 році міністр співробітництва Франції Жак Годфрейн (фр. Jacques Godfrain) зазначив, що Париж «втручатиметься кожен раз, коли законно обрана демократична влада буде повалена внаслідок державного перевороту і якщо існує угода про військову співпрацю».
Військове втручання не могло розпочатися без офіційного клопотання глави Габону. Оскільки Мба перебував у полоні невідомо де, французи зв'язалися з віцепрезидентом Полом-Марі Ємбітом, якому пощастило залишитися на волі. Французьке командування наперед склало лист про погодження військової інтервенції, Ємбіту залишалось тільки його підписати. Заручившись такою згодою, збройні сили перейшли до активних дій. Французькі десантники, дислоковані в Дакарі і Браззавілі під керівництвом генералів Рене Когні й Жан-Луї Кергаварата, стали тією силою, що взяла участь у придушенні бунтівників. Генерали і довірені їм війська отримали наказ Фоккарта «нормалізувати» становище не пізніше 19 лютого або ранку наступного дня. О 10:50 18 лютого за західноафриканським часом перші 50 військовослужбовців висадилися у Міжнародному аеропорту Лібревіля. Заколотники закрили аеропорт, але не маючи часу і можливостей спорудити які-небудь перешкоди, залишили злітно-посадкову смугу вільною. Це дозволило французьким військам приземлитися неушкодженими, незважаючи на сильний шторм, що йшов того дня. Невдовзі військово-транспортними літаками ВПС було перекинуто ще 600 французьких парашутистів.
Швидко просуваючись по столиці, війська відносно легко захопили всі ключові об'єкти. Зі справді серйозним опором французи зіштовхнулись в районі головного оплоту заколотників — військовою базою Барака, розташованою на південний схід від Ламбарене. Дізнавшись про майбутню атаку, здивований Обам подзвонив послу Куссерану і запитав його про те, що відбувається. Дипломатичний представник ухилився від прямої відповіді на запитання і попросив, щоб Мба звільнили неушкодженим. Отримавши від посла помилкову впевненість у тому, що французький уряд не прийматиме військових заходів, Обам наказав знайти поваленого президента, відправивши для цього військового офіцера. На світанку 19 лютого французи продовжили бойові дії: літаки ВПС завдали по базі габонських армійців низку авіаударів, піхотинці відкрили потужний кулеметний і мінометний вогонь. Повстанці певний час чинили спротив, однак після того, як боєприпаси закінчилися, габонські солдати здалися на милість переможцю. За деякими даними, командира революціонерів лейтенанта Ндо Еду французи стратили. Пізніше їм вдалося знайти і місце перебування усуненого габонського президента, якого тримали в селі поруч зі шпиталем Альберта Швейцера.
До кінця дня французькі війська встановили контроль над всіма державними установами Лібревіля, близько 16-ї години припинив опір гарнізон президентського палацу. Повстанці виступили на столичному радіо та оголосили про повну капітуляцію. Члени Революційного комітету, які залишилися в живих, та представники тимчасового уряду Обама потрапили під варту. Загалом, в перебігу операції загинув 1 французький та 18 габонських солдат, 150 повстанців потрапили в полон. Неофіційні джерела свідчать про 2 убитих французьких армійців і 25 повстанців, ще 40 революціонерів отримали поранення. Чисельність жертв серед цивільного населення залишається невідомою, але, очевидно, що вона є значною, оскільки солом'яні дахи їх будинків не стали хорошим захистом від кулеметного вогню. На ранок 20 лютого операція французької армії в Габоні була завершена, про що генерал Кергарават доповів послу Франції Полу Куссерену.

## Наслідки

Посольство США у Лібревілі

Втручання Франції у державний переворот практично не викликало критики серед африканських країн. Навпаки уряди таких держав як Центральноафриканська Республіка, Чад, Кот-д'Івуар, Мадагаскар, Нігер і Верхня Вольта відкрито підтримали відновлення законної габонської влади. Єдиним винятком стала слабка критика з боку Дагомеї (нині Бенін) і Демократичної Республіки Конго. Теми путчу в Габоні не торкалися і на засіданні Ради міністрів Організації африканської єдності, яке пройшло у місті Лагос 24—29 лютого. Придушення збройного виступу загалом негативно позначилось на революційному русі у франкомовній Африці.
20 лютого у Лібревіль повернувся законний керівник Леон Мба. Незабаром після його прибуття о 10 годині було скасовано комендантську годину, введену раніше французами. Столиця поступово почала вертатись до звичного життя, знову запрацювали зачинені до того магазини. Одним із перших кроків габонського уряду стала боротьба проти всіх причетних до змови осіб. З цією метою в країні були створені загони службовців, відомі як «les gorilles», які отримало право арештовувати будь-яких підозрюваних супротивників президента. Останній категорично відмовився вірити, що переворот був спрямований проти його режиму, будучи переконаним, що це змова проти всієї держави. Після путчу Леон Мба повністю розпустив старий контингент армії, рекрутував новий і звільнив практично всіх молодших офіцерів.
Після перевороту країна опинилася в бурхливій, вируючій ситуації. Багато службовців покинули свої посади; 1 і 2 березня країну охопила хвиля потужних протестів і демонстрацій, активними організаторами і учасниками яких стали профспілки та студентська молодь. Учасники антиурядових акцій вийшли з вимогами про припинення «диктатури». Демонстранти скандували лозунг «Léon M'ba, président des Français!» («Леон Мба, президент французів!»), натякаючи, що режим тримається винятково на підтримці французької влади. Спалахнувши у Лібревілі, протести доволі швидко поширилися на міста Порт-Жантіль і Нденде, де тривали до літа. Мітингарі направили свій гнів і проти французів, закидавши камінням більше 30 автомобілів, що належали їм. Поліція спробувала вгамувати невдоволений натовп, близько 50 осіб потрапили під варту.

### Причетність до перевороту США
Відразу після перевороту серед деяких мешканців Габону поширилася помилкова впевненість, що до змови причетні Сполучені Штати. Подібні плітки, як зазначало видання Time, активно поширювали самі французи. Справа дійшла до того, що деякі заправні станції відмовилися обслуговувати американського посла та інших нечисленних американців у країні. Почали надходити погрози на адрес американського посольства. Так, 5 березня Вільям Ф. Кортні, заступник начальника дипломатичної установи, отримав дзвінок від людини, яка назвала себе DuPont і зажадала, аби всі американці покинули Габон. Інформаційне агентство США (ЮСІА) отримало ще два телефонні дзвінки зі схожими погрозами. Ввечері того ж дня невідомі перейшли від слів до справи і кинули в приміщення посольства невелику бомбу. Оскільки будівля була зачиненою ще з 3 березня, ніхто з дипломатичних працівників не постраждав, а в самій будівлі було пошкоджено тільки 2 вікна.
Через 2 дні ситуація повторилася. Спершу на адрес посольства надійшли телефонні дзвінки, потім застосували вибуховий пристрій. Як і в попередньому випадку, бомба не завдала збитків. Проте нападники не зупинились на цьому й здійснили не менше п'яти пострілів з автоматичного дробовика 12 калібру, залишивши більше 30 отворів у вікні на другому поверсі посольства. Цілком ймовірно, що виконавцями нападів були самі французи. Відомо, що після другого нападу поблизу дипломатичної установи було помічено автомобіль з білими людьми, який проїхав по безлюдному лібревільському бульварі. В той час майже єдиними білими людьми в Габоні були тільки французи. Для захисту будівлі поліція направила двох габонських правоохоронців, сам Леон Мба наказав провести слідство стосовно вибухів. Президент категорично засудив звинувачення проти американців, заявивши:
Більшість атак проти американців були спрямовані проти Чарльза Дарлінгтона особисто. В липні того ж 1964 року гранатою був вражений і його син Крістофер, однак вона не вибухнула. Посол покинув свою посаду 26 липня. Його наступником став Девід М. Бейн, який зайняв пост тільки 14 серпня 1965.

### Парламентські вибори 1964
Незважаючи на нестабільну внутрішню ситуацію у країні, вибори до законодавчого органу все-таки відбулись. Спочатку їх планували провести 23 лютого, проте цьому завадив держпереворот, що трапився того тижня. Після придушення заколоту Леон Мба призначив вибори на 12 квітня. За наполяганням французького уряду Мба дозволив брати участь у них й опозиційним партіям, хоча саме це, як зазначала опозиція, послугувало основною причиною збройного виступу військових. В той же час основним керівникам опозиції у праві на висунення кандидатур було відмовлено, а їх самих депортували у віддалені регіони країни.
Габонський демократичний і соціальний союз (UDSG), який мав значну кількість депутатів у попередньому парламенті, практично зник з політичної сцени Габону, багато її лідерів потрапили до в'язниці через можливу причетність до перевороту. Опозицію Мба складали партії, що не мали національної спрямованості і які орієнтувалися передусім на регіональні інтереси і демократичні принципи. Виборча кампанія супроводжувалася серйозними порушеннями, Мба не нехтував підкупами. Попри те, опозиційні партії отримали доволі значну частину голосів, а саме 44,6 %, тобто 16 з 47 місць в Національній асамблеї. Президентський «Блок Демократичного Габону» (BDG) здобув підтримку 55,4 % виборців, провівши у законодавчий орган 31 депутата, що дозволило зберегти владу. Невдоволена опозиція заявила про фальсифікацію виборів, і провела серію демонстрацій, які, втім, вплинути на загальну ситуацію не змогли.

### Судовий процес над заколотниками
Після поразки збройного виступу Жан-Ілер Обам і Пол Гонджу втекли з Лібревіля, але 20 лютого були схоплені французами. У серпні того ж року в містечку Ламбарене розпочався судовий процес над організаторами перевороту та членами перехідного уряду. В країні запровадили особливий стан, відповідно до якого органам місцевого самоврядування було доручено наглядати за підозрюваними заколотниками. У разі необхідності дозволялось вводити комендантську годину. Для проїзду містом було потрібне спеціальне посвідчення. Судовий процес проходив у будівлі школи на березі річки Огове, неподалік від лікарні Альберта Швейцера. З огляду на те, що приміщення було невеликим, під час процесу було закрито доступ не лише для громадськості, але й для членів родин звинувачуваних. Висвітлення процесу у ЗМІ також було нешироким, оскільки були допущені лише представники відомих новинних видань. Окрім того, було введено обмеження щодо захисту звинувачуваних.
Під час процесу було допитано 64 свідків. Обам і деякі інші члени перехідного уряду заявили про те, що їх участь у державному перевороті була спричинена бездіяльністю габонської армії. Суддя Леон Ож, у свою чергу, заявив, що «якщо це єдина причина для державного перевороту, то звинувачувані заслуговують на жорстоке покарання». Обам підтвердив, що не брав участі у розробці плану перевороту. Згідно з його свідченнями він сформував перехідний уряд відповідно до Конституції на вимогу путчистів. На його думку, французька інтервенція була незаконною, з чим погодились Гонджу й колишній міністр освіти Жан-Маре Еко.
9 вересня суддя виніс вердикт без консультацій із Мба. Обама засудили до 10 років каторжних робіт і до 10 років заслання на острові Сеттекама, що за 160 км від узбережжя Габону. Незважаючи на те, що сам Обам не мав значної популярності під час своєї політичної кар'єри, згідно з журналом Time, його арешт «підніс Обама до рівня героя в очах схвильованої громадськості». Під час відбування 10-річної каторги Обама неодноразово били наглядачі. Окрім Обама Мба ув'язнив понад 150 опонентів, більшість з яких були засуджені до 20 років каторжних робіт. Актору й лікарю було дано термін у 10 років ув'язнення. Закликаючи до миру 18 лютого, Мба дав обіцянку, що його вороги не будуть «ані помилувані, ані прощені», оскільки заслуговують тільки на «повне покарання».
Навіть через два роки після перевороту Мба не відмовився від політики відкритих репресій проти інакодумців. Мба так і не оговтався від пережитого ним в лютому 1964 шоку. Згадані події зробили його все більш замкнутим, значну частину свого часу президент став проводити у своєму палаці, надійно захищеному французькими військами. Навіть віцепрезидент Пол-Марі Ємбіт втратив колишній вплив на президента. Місце консультантів і радників старіючого і часто хворого глави держави зайняли друзі Жака Фоккарта: Моріс Роберт та Гай Понсає. Попри похилий вік Мба все ще вірив у власну популярність, в березні 1967 року його переобрали президентом, на яких політик здобув 99,90 % голосів виборців. Того ж року у нього виявили рак, від якого він помер 28 листопада 1967 у паризькій клініці. По його смерті Габон очолив лояльний французам Омар Бонго. Ставши президентом, у 1972 році він звільнив Жан-Ілер Обама з в'язниці.